# BUS SCS
SCS est le sigle de Système de Câblage simplifié.

Il s'agit d'un bus de terrain mis au point en 1996.

Ses applications recouvrent les domaines de la domotique et des automatismes du bâtiment.

## Caractéristiques générales
Le bus SCS est une paire torsadée de conducteurs flexibles avec un isolement à 300/500V. Il répond aux normes CEI 46-5 et CEI.

## Communication
À travers le Bus SCS sont transmis quatre types de signaux en modulation de fréquence :
- Alimentation ;
- Information ;
- Video ;
- Audio.

Le protocole de transmission est le CSMA/CA
La fréquence de transmission est de 9 600 Hz.

## Fonctions
À travers le bus SCS sont disponibles les fonctions suivantes :
- Éclairage ;
- Automatismes ;
- Scénarios ;
- Alarme ;
- Diffusion sonore ;
- Gestion de l'énergie ;
- Régulation en température ;
- Portier.

Toutes les fonctions citées partagent la même technologie et les mêmes modalités de configuration/installation.

## Intégration
Il est possible d'interagir avec le Bus SCS avec une passerelle et un protocole ouvert de haut niveau, appelé OpenWebNet.

Les passerelles sont bidirectionnelles et traduisent les trames SCS en OpenWebNet et inversement.

Le protocole standard OpenWebNet permet à qui que ce soit de réaliser des logiciels pour interagir avec des dispositifs connectés au bus SCS.

## Certifications
Les dispositifs connectés au bus SCS sont certifiés IMQ et répondent aux normes de produit suivantes :
- CEI EN 50428		: appareils de commande non automatiques pour l'installation électrique fixe destinés à un usage domestique et similaire - Appareils de commande non automatiques et accessoires relatifs pour usage dans les systèmes électroniques pour la maison et l'édifice.
- CEI EN 60669-1/A1	: appareils de commande non automatiques pour l'installation électrique fixe destinés à un usage domestique et similaire - Prescriptions générales
- CEI EN 60669-2-1	: appareils de commande non automatiques pour l'installation électrique fixe destinés à un usage domestique et similaire - Prescriptions particulières - Interrupteurs électroniques
- CEI EN 50090-2-2	: Systèmes électroniques pour la maison et l'édifice (HBES) - Panoramique générale - Requis techniques généraux
- CEI EN 50090-2-3	: Systèmes électroniques pour la maison et l'édifice (HBES) - Panoramique du système - Requis généraux de sécurité fonctionnelle pour les produits destinés à un système HBES